# Defeito do septo atrioventricular
O defeito do septo atrioventricular (DSAV) ou defeito do canal atrioventricular (DCVA), também conhecido como " canal atrioventricular comum " (CAVC) ou " defeito do coxim endocárdico " (ECD), é caracterizado por uma deficiência do septo atrioventricular do coração . É causada por uma fusão anormal ou inadequada dos coxins endocárdicos superior e inferior com a porção média do septo atrial e a porção muscular do septo ventricular .

## Sintomas e sinais
Os sintomas incluem dificuldade em respirar ( dispneia ) e descoloração azulada na pele e nos lábios ( cianose ). Um bebê recém-nascido apresentará sinais de insuficiência cardíaca, como edema, fadiga, respiração ofegante, sudorese e batimento cardíaco irregular.

### Complicações
Quando há orifícios no septo que dividem as quatro câmaras do coração, o sangue rico em oxigênio e o sangue pobre em oxigênio se misturam, isso cria mais estresse no coração para bombear o sangue para onde o oxigênio é necessário. Como resultado, você obtém um aumento do coração, insuficiência cardíaca (ser incapaz de fornecer o oxigênio necessário ao corpo), hipertensão pulmonar e pneumonia.
O desenvolvimento de hipertensão pulmonar é muito sério. E isso porque o ventrículo esquerdo está enfraquecido devido ao seu uso excessivo. Quando isso acontece, a pressão sobe para as veias pulmonares e os pulmões. Este tipo de dano é irreversível, razão pela qual o tratamento imediato é recomendado após o diagnóstico.

### Condições associadas
A síndrome de Down está frequentemente associada ao DCVA. Outros fatores de risco incluem: pais com defeito cardíaco congênito, uso de álcool durante a gravidez, tratamento não controlado do diabetes durante a gravidez e alguns medicamentos durante a gravidez.
Este tipo de defeito cardíaco congênito está associado a pacientes com síndrome de Down (trissomia do cromossomo 21) ou síndromes de heterotaxia . 45% das crianças com síndrome de Down têm cardiopatia congênita. Destes, 35–40% têm defeitos do septo AV. Da mesma forma, um terço de todas as crianças nascidas com AVSDs também têm síndrome de Down.
Um estudo também mostrou que há um risco aumentado de canal atrioventricular em pacientes que sofrem da síndrome de Noonan . O padrão observado naqueles pacientes com síndrome de Noonan difere daqueles com síndrome de Down em que AVCD "parcial" é mais prevalente naqueles que sofrem de SN, enquanto aqueles que sofrem de síndrome de down apresentam prevalência da forma "completa" de AVCD.

## Fisiopatologia
Se houver um defeito no septo, é possível que o sangue flua do lado esquerdo do coração para o lado direito do coração, ou vice-versa. Como o lado direito do coração contém sangue venoso com baixo teor de oxigênio e o lado esquerdo do coração contém sangue arterial com alto teor de oxigênio, é benéfico evitar qualquer comunicação entre os dois lados do coração e evitar o sangue dos dois lados do coração de se misturarem.

### Relação genética
TBX2 é um fator de transcrição T-box e geralmente é expresso durante várias áreas da embriogênese . Uma expressão notável é quando é mostrada no desenvolvimento do sistema de fluxo de saída e do canal atrioventricular do coração em desenvolvimento.
Em um estudo, eles usaram mutagênese direcionada em camundongos para excluir o locus Tbx2 em algumas amostras. Os resultados mostraram que os camundongos homozigotos e heterozigotos nulos (+ / + & +/-) para Tbx2 resultaram no desenvolvimento de um coração mais saudável, enquanto aqueles que eram homozigotos nulos (- / -) para Tbx2 morreram precocemente devido à incapacidade do coração para suprir o corpo. Mostrou que havia formação insuficiente do coxim endocárdico . Havia uma clara anormalidade não só no canal atrioventricular, mas também no ventrículo esquerdo. Este estudo apóia o fato de que a expressão de Tbx2 é importante no desenvolvimento da diferenciação da câmara adequada e, por sua vez, não pode ter uma relação direta com o desenvolvimento do defeito do canal atrioventricular.

## Diagnóstico

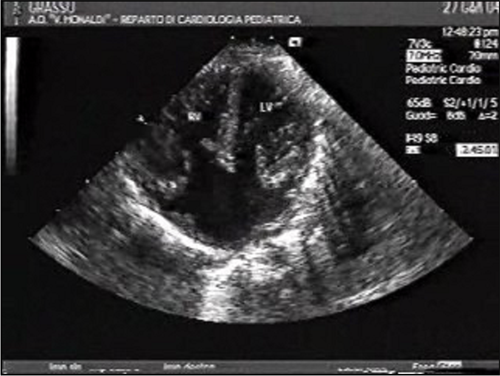
Ultra-som mostrando um defeito do septo atrioventricular completo

DSAVs podem ser detectados por ausculta cardíaca ; eles causam sopros atípicos e batimentos cardíacos altos. A confirmação dos achados da ausculta cardíaca pode ser obtida com um ultrassom cardíaco ( ecocardiografia - menos invasivo) e cateterismo cardíaco (mais invasivo).
O diagnóstico provisório também pode ser feito no útero por meio de ecocardiograma fetal. Um diagnóstico de AVSD feito antes do nascimento é um marcador para a síndrome de Down, embora outros sinais e testes adicionais sejam necessários antes que qualquer confirmação definitiva de qualquer um possa ser feita.

### Classificação
Uma variedade de classificações diferentes tem sido usada, mas os defeitos são divididos de maneira útil em formulários "parciais" e "completos".
- No AVSD parcial, há um defeito na parte primum ou inferior do septo atrial, mas nenhuma comunicação intraventricular direta ( defeito do ostium primum ).
- No AVSD completo (CAVSD), há um grande componente ventricular abaixo de um ou ambos os folhetos de ponte superior ou inferior da válvula AV. O defeito envolve toda a área de junção das câmaras superior e inferior do coração, ou seja, onde os átrios se unem aos ventrículos. Há um grande orifício entre a porção inferior dos átrios e a porção superior ou "de entrada" dos ventrículos e isso está associado a uma anormalidade significativa das válvulas que separam os átrios dos ventrículos. As válvulas de fato tornam-se uma válvula atrioventricular comum, e a gravidade do defeito depende em grande parte das ligações de suporte da válvula aos ventrículos e se a válvula permite fluxo dominante do átrio direito para o ventrículo direito e do átrio esquerdo para o esquerdo ventrículo (fluxo "desequilibrado"). Os problemas gerais são semelhantes aos do VSD, mas são mais complicados. Há um aumento do fluxo sanguíneo para os pulmões através dos componentes ventricular e atrial do defeito. Além disso, a válvula atrioventricular anormal invariavelmente vaza, de modo que, quando os ventrículos se contraem, o sangue flui não apenas para o corpo e os pulmões, mas também para os átrios. O efeito da contrapressão nos átrios causa congestão de sangue no átrio esquerdo em particular, e isso por sua vez causa congestão nas veias que drenam os pulmões. O efeito no bebê é piorar a insuficiência cardíaca associada a uma CIV isolada e acelerar o aparecimento de hipertensão pulmonar. Deve-se mencionar que o CAVSD é encontrado em aproximadamente um terço dos bebês com síndrome de Down, mas também ocorre como uma anormalidade isolada.

## Tratamento
O tratamento é cirúrgico e envolve o fechamento dos defeitos do septo atrial e ventricular e a restauração de uma válvula AV esquerda competente, tanto quanto possível. Os procedimentos cirúrgicos abertos requerem uma máquina coração-pulmão e são realizados com uma esternotomia mediana . A mortalidade cirúrgica para defeitos do ostium primum não complicados em centros experientes é de 2%; para casos não complicados de defeito completo do canal atrioventricular, 4% ou menos. Certas complicações, como tetralogia de Fallot ou fluxo altamente desequilibrado na válvula AV comum, podem aumentar o risco significativamente.
Os bebês nascidos com AVSD geralmente têm saúde suficiente para não necessitar de cirurgia corretiva imediata. Se a cirurgia não for necessária imediatamente após o nascimento, o recém-nascido será monitorado de perto durante os próximos meses, e a operação suspensa até os primeiros sinais de distúrbio pulmonar ou insuficiência cardíaca. Isso dá ao bebê tempo para crescer, aumentando o tamanho e, portanto, a facilidade de operação do coração, bem como a facilidade de recuperação. Bebês geralmente precisam de cirurgia dentro de três a seis meses, no entanto, eles podem precisar de até dois anos antes que a operação se torne necessária, dependendo da gravidade do defeito.